# 富良野市
富良野市（日语：／ Furano shi */?）是日本北海道上川綜合振興局南部的城市，也是北海道內知名的觀光城市。富良野市坐落在富良野盆地内，境內約70%的面積被山林覆蓋。近年來由於山區的雪質十分優良而被稱為「北海道粉雪帶」，吸引來自大洋洲、亞洲、北美洲的滑雪遊客。富良野市曾在2021年的市町村調查排名中名列第十。當地也曾經是日劇《來自北國》的故事地點。 
市名稱源自阿伊努語的「hura-nu-i」（發臭的地方）或「hura-nuy」（發臭的火焰），一般認為指的是十勝岳的硫磺噴氣。

## 地理
富良野市地處由十勝岳、蘆別岳和夕張山地所包圍的富良野盆地內，相當於北海道的中央位置。境內約70%的面積被山林覆蓋，包括位於東南部，自1899年就已設立的東京大學實驗林場。

## 歷史
- 1897年：來自福岡縣的中村千幹進入扇山地區進行開墾，為最早來到此地的開墾者。[8]
- 1899年6月：富良野村（現在的上富良野町、中富良野町、富良野市和南富良野町）改隸屬上川支廳管轄。
- 1903年7月8日：富良野村分割為上富良野村（現在的上富良野町、中富良野町）和下富良野村（現在的富良野市和南富良野町）。
- 1908年4月1日：南富良野村（現在的南富良野町）從下富良野村分村。
- 1915年4月1日：下富良野村成為北海道二級村，同時山部村從下富良野村分村。
- 1919年4月1日：改制並改名為富良野町。
- 1922年4月1日：成為北海道一級町。
- 1940年4月1日：東山村從山部村分村。
- 1956年9月30日：東山村併入富良野町。
- 1966年5月1日：富良野町與山部村合併為富良野市。

## 產業
當地以農業為主，主要農作包括洋蔥、稻米、胡蘿蔔、哈密瓜和西瓜等。當地也有栽種葡萄，並設有市營的葡萄酒工廠。富良野市也以薰衣草和滑雪主題的觀光產業聞名，在富良野市的各產業就業人數中，以旅遊相關行業為主的第三級產業比例最高。

## 交通

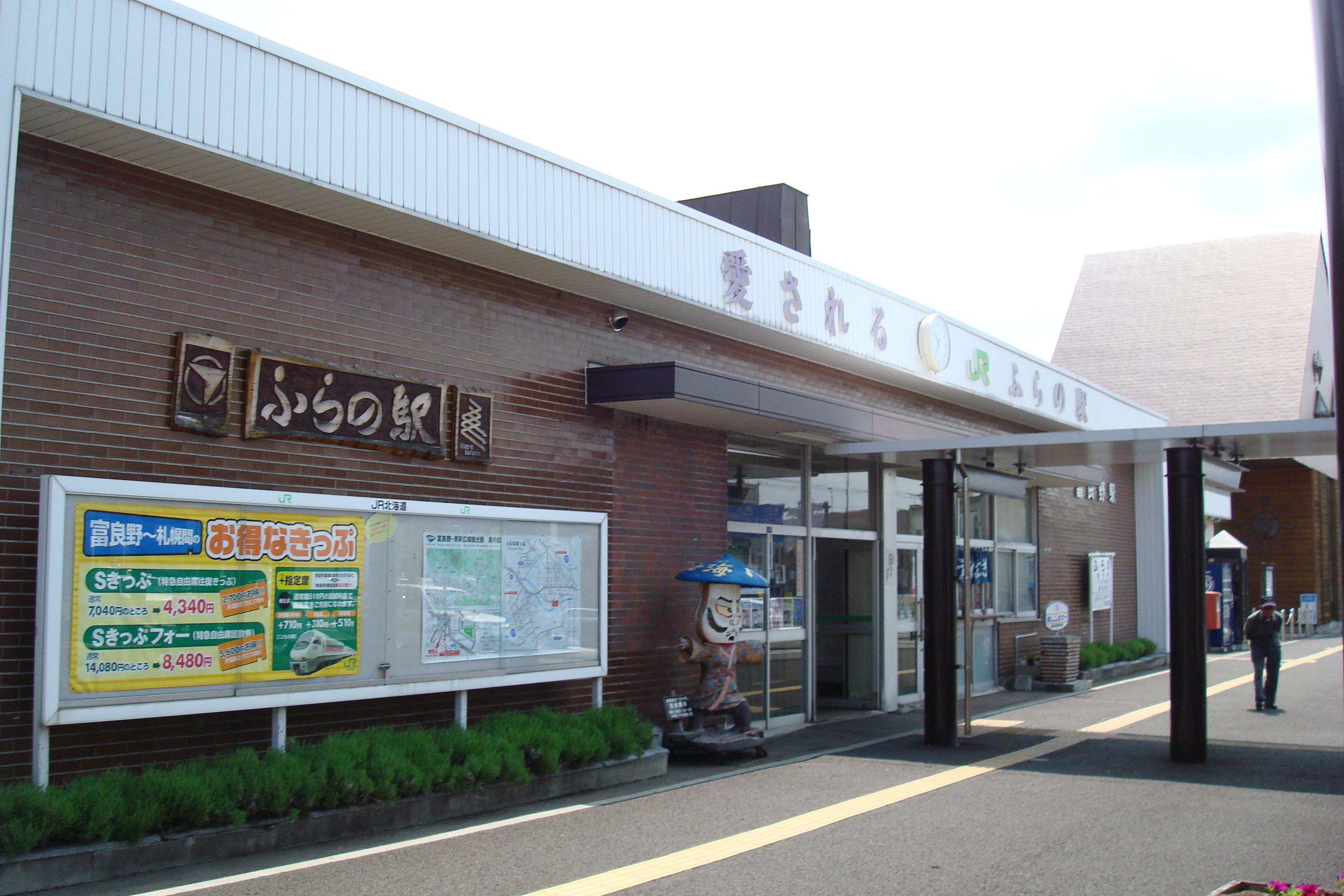
富良野車站

### 機場
- 旭川機場（位於東神樂町）

### 鐵路
- 北海道旅客鐵道
  - 根室本線：富良野車站 - 布部車站 - 山部車站
  - 富良野線：學田車站 - 富良野車站

### 道路
| 一般國道 - 國道38號 - 國道237號 主要道道 - 北海道道135號美唄富良野線 | 道道 - 北海道道253號東山富良野停車場線 - 北海道道298號上富良野旭中富良野線 - 北海道道544號麓鄉山部停車場線 - 北海道道706號南陽山部停車場線 - 北海道道759號奈江富良野線 - 北海道道800號北之峰線 - 北海道道985號山部北之峰線 |

## 觀光景點

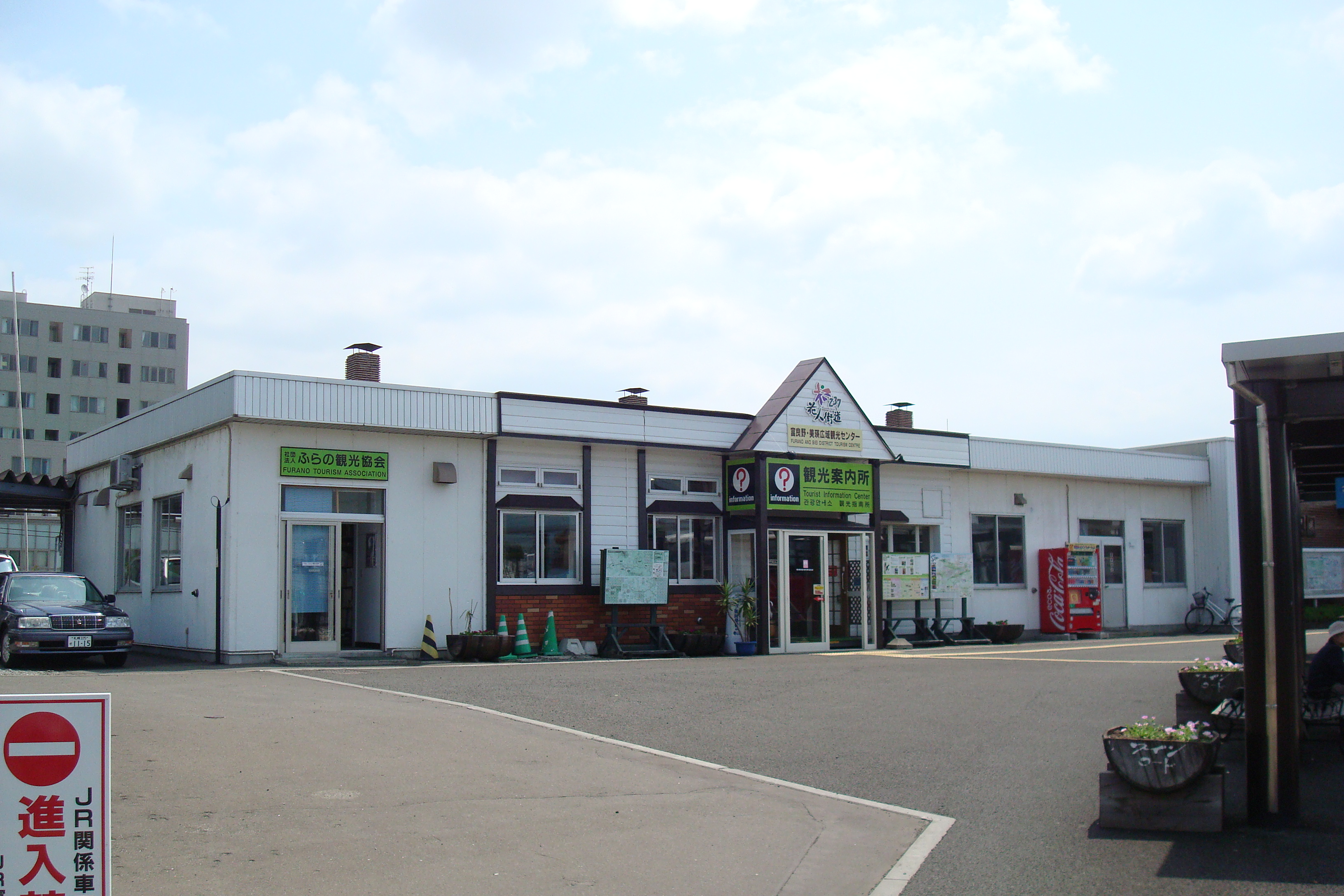
位於富良野車站旁的觀光案內所

### 觀光
- 「來自北國」資料館（「北の国から」資料館）
- 富良野高原：薰衣草田。
- 富良野葡萄酒廠
- 富良野的葡萄果汁工廠
- 鳥沼公園
- 山部自然公園太陽之村

### 祭典
- 北海臍祭：於每年7/28～7/29舉行下旬，因富良野位處北海道的中央地帶，如北海道的肚臍般，故市民們會在祭典中將各種滑稽的臉譜畫在肚子上一起跳肚脐舞。

## 教育

### 高等學校
| - 道立北海道富良野高等學校 （页面存档备份，存于） | - 道立北海道富良野綠峰高等學校 （页面存档备份，存于） |

### 專修學校
- 富良野看護專門學校

### 中學校
| - 富良野市立富良野東中學校 - 富良野市立富良野西中學校 - 富良野市立麓鄉中學校 | - 富良野市立山部中學校 - 富良野市立樹海中學校 |

### 小中學校
| - 富良野市立布部小中學校 | - 富良野市立布禮別小中學校 |

### 小學校
| - 富良野市立富良野小學校 - 富良野市立東小學校 - 富良野市立扇山小學校 - 富良野市立鳥沼小學校 - 富良野市立麓鄉小學校 | - 富良野市立山部小學校 - 富良野市立山部第一小學校 - 富良野市立樹海東小學校 - 富良野市立樹海西小學校 |

## 姊妹市・友好都市

### 日本
- 西脇市（兵庫縣）：於1978年10月20日締結友好都市。

### 海外
- 施拉德明（奧地利 施蒂利亞州）：締結於1977年2月23日。
- 臺灣臺南市：締結於2024年8月28日。[12]

## 本地出身的名人
- 繰上和美：攝影師
- 杉尾聖二：歌手
- 下田正美：動畫導演
- 三浦智佳：女優
- 松山光：漫畫足球小將中之角色

## 外部連結
行政
- 官方网站 
  - 富良野市（富良野市役所）的Facebook專頁

産業
- Furano Job Style 富良野の仕事情報サイト （页面存档备份，存于）
- 富良野商工会議所 （页面存档备份，存于）
- 山部商工会 （页面存档备份，存于）

観光
- ふらの観光協会公式サイト ふらのindex （页面存档备份，存于）
  - ふらの観光協会的Facebook專頁
  - ふらの観光協会的X（前Twitter）
- 田園休暇 とっておきの富良野・美瑛 （页面存档备份，存于） - 富良野美瑛広域観光推進協議会